# Bundesverband des Deutschen Exporthandels
Der Bundesverband des Deutschen Exporthandels e.V. (BDEx) ist ein Dachverband der deutschen Außenhändler mit Sitz in Berlin und Mitglieder des Europäischen Handelsverbandes CITHA.

## Geschichte
Der Verband wurde 1980 als Zusammenschluss der internationalen Handelsunternehmen gegründet, welche sich bisher in Regionalverbänden zusammengeschlossen hatten.

## Tätigkeit
Der Verband verfolgt die Förderung und Wahrung der Außenhandelsinteressen seiner Mitglieder. Im Vordergrund der Arbeit steht die politische Flankierung des Auslandsgeschäfts zusammen mit der praxisbezogenen Verbesserung der Rahmenbedingungen für den internationalen Handel mit Gütern und Dienstleistungen im Ausland. Die tägliche Beratung und Vermittlung von Informationen und Kontakten für Mitgliedsverbände und deren Mitgliedsunternehmen ist eine wesentliche Aufgabe der Verbandsarbeit. Darüber hinaus stellt die Mitgestaltung der Handelspolitik eine zentrale Aufgabe dar.

## Verbände
Mitgliedsverbände des BDEx:
- Außenhandelsverband Nordrhein-Westfalen e.V.
- Bremer Außenhandelsverband e.V.
- Landesverband Groß- und Außenhandel, Vertrieb und Dienstleistungen Bayern e.V.
- Landesverband Großhandel-Außenhandel-Dienstleistungen Sachsen-Anhalt e.V.
- grosshandel-bw Verband für Dienstleistung, Groß- und Außenhandel Baden-Württemberg e.V.
- Verband Großhandel Außenhandel Verlage und Dienstleistungen Hessen e.V. (AGH)
- Verein Hamburger Exporteure (VHE) e.V.

Darüber hinaus steht der BDEx in einer engen Verbandspartnerschaft mit dem Bundesverband Großhandel, Außenhandel, Dienstleistungen e.V. (BGA).